# Bor (Milý)
Bor (dříve též Bory) je malá vesnice, součást obce Milý v okrese Rakovník ve Středočeském kraji. Je jednou ze základních sídelních jednotek obce. Nachází se na lesnaté náhorní plošině Džbánu, zhruba 10 km jjv. od Loun, 16 km západně od Slaného a 18 km severovýchodně od Rakovníka. Borem probíhá silnice, spojující Milý a Hříškov. Ke dni 1. března 2001 zde žilo 33 obyvatel.
Na rozdíl od Milého, který se nachází v údolí o kilometr jižněji, je vesnička Bor situována o několik desítek metrů výše na chmelnicemi pokryté planině o rozměrech zhruba 1 × ¾ km uprostřed rozsáhlé lesnaté oblasti. Les, zvaný Bor či Na Borech, který ji ze tří stran obklopuje (odtud název vsi), tvoří souvislé 12 km dlouhé pásmo od Kroučové až k Žerotínu. V těsné blízkosti vsi, asi ¼ km od jejího severního okraje, se v místě vstupu cesty do lesa nachází trojmezí okresů Rakovník, Kladno a Louny (50°14′39″ s. š., 13°51′50″ v. d.). V lesní rokli ¾ km severovýchodně od Boru (již v katastru obce Bílichov) pramení Zlonický potok. Jihovýchodně od Boru se prostírá přírodní rezervace Milská stráň.